# Parc Sainte-Périne
Le parc Sainte-Périne est un parc vallonné d'environ 59 400 m2, dont près de 40 000 m2 ouverts au public, situé dans le 16e arrondissement de Paris, dans le quartier d'Auteuil.

## Situation et accès
Le site est accessible par le 114 ter, avenue de Versailles et le 41, rue Mirabeau.
Il est desservi par la ligne 10 à la station Chardon-Lagache et par la ligne C du RER à la gare de Javel.

## Origine du nom
Il tient son nom de l'institution Sainte-Périne, devenue hôpital Sainte-Périne, qui le borde, et dont l'entrée principale se trouve 17 rue Chardon-Lagache.

## Historique
De 1109 à la Révolution, le parc fait partie d'un domaine relevant de l'abbaye Sainte-Geneviève, servant de résidence champêtre pour les moines. La propriété était alors délimitée par la Seine et les actuels boulevard Exelmans et rues Boileau, d'Auteuil et Wilhem.
À la suite du démantèlement du site, vendu comme bien national à la Révolution par le district de Saint-Denis, puis livré aux vaches et aux chevaux, plusieurs propriétaires s'enchaînent avant que le domaine ne soit morcelé et considérablement réduit. Il finit par échoir aux filles de la comtesse d'Aubusson, qui le cèdent à l'Assistance publique en 1858, date à laquelle l'institution Sainte-Périne de Chaillot s'y établit. Des travaux menés par Ponthieu à partir de 1860 conduisent à la construction de nouveaux bâtiments pour cette œuvre charitable qui accueille à l'origine une maison de retraite, dont l'entrée est située 17 rue Chardon-Lagache.

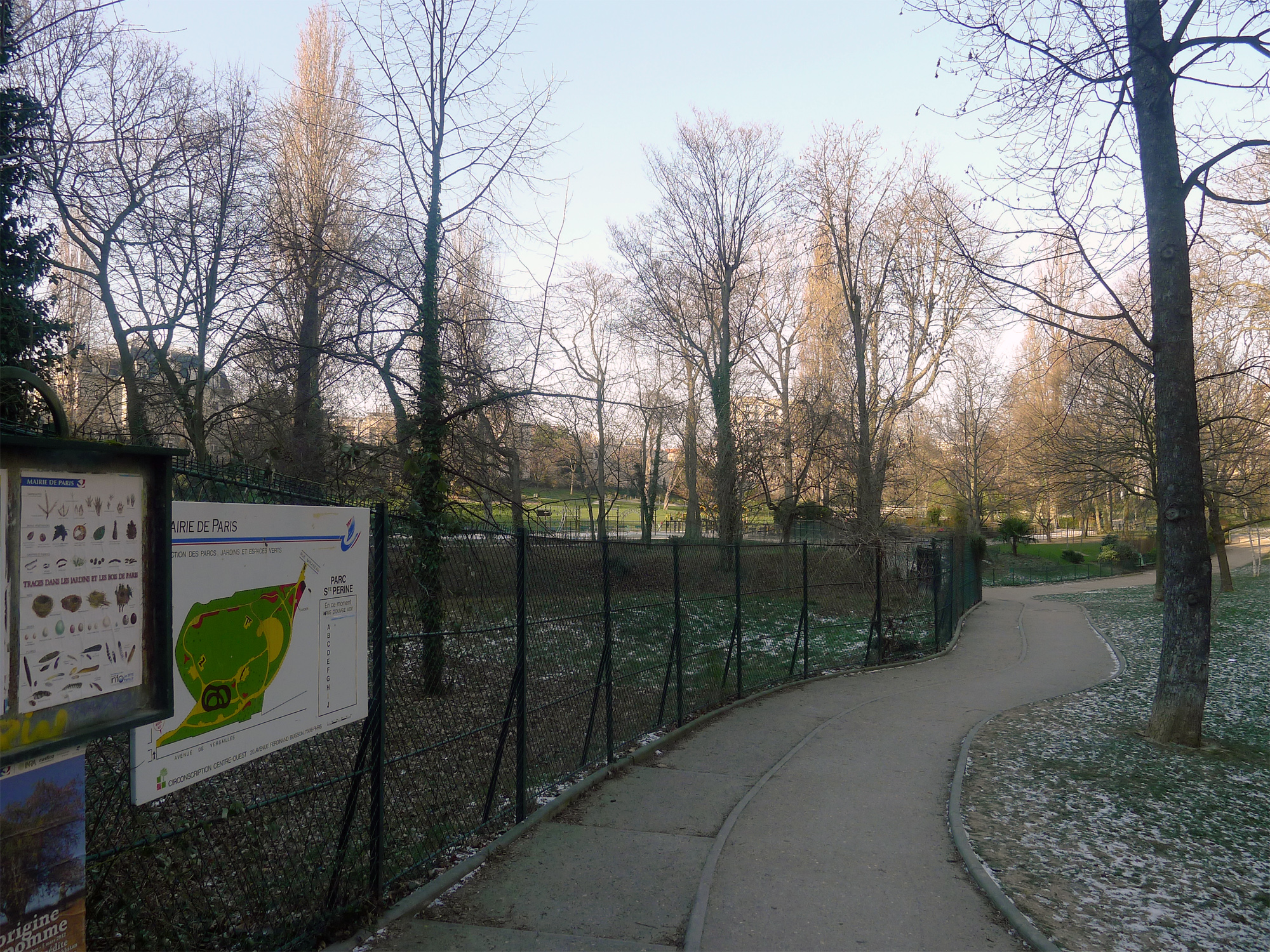
Une des entrées du parc en hiver (février 2012).

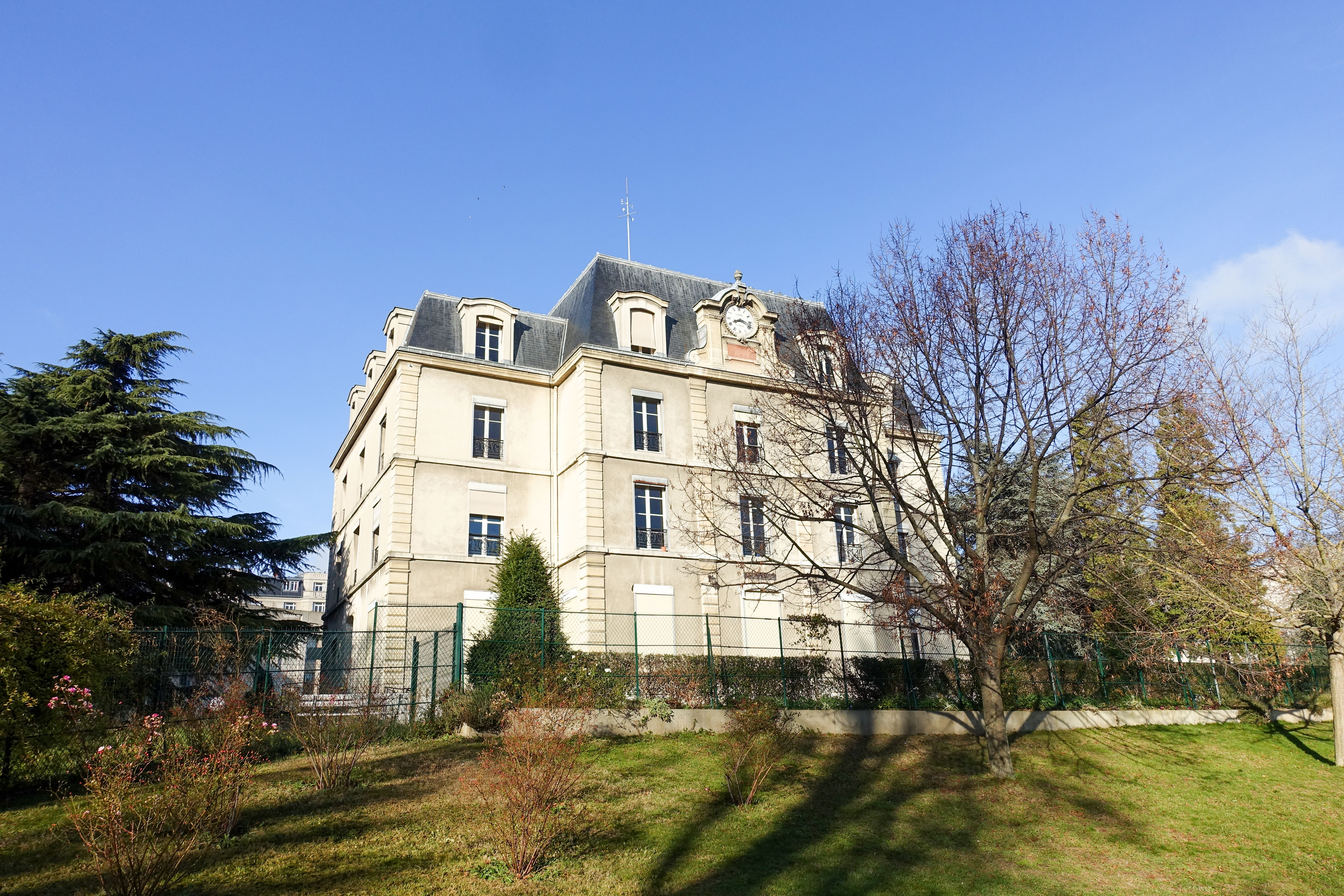
Pavillon, vu du parc.

Dans la seconde moitié du XXe siècle, l'institution devient l'hôpital Sainte-Périne et de nouveaux bâtiments sont construits autour du vieux pavillon (cf. photographie ci-contre). Devenu espace vert classé, le parc est cédé gratuitement en 1977 à la mairie de Paris pour en faire un jardin destiné aux enfants du quartier. De 2 hectares lors de l'ouverture au public, le parc Sainte-Périne passe progressivement à 3,7 hectares, donnant lieu à un réaménagement de ses allées, à la plantation de nouveaux arbres et à l'installation d'un éclairage basse consommation.
Il accueille de nombreux arbres plantés à l'époque de l'institution Sainte-Périne (platanes, érables, frênes, tilleuls et marronniers), auxquels ont été rajoutés depuis 70 essences exotiques (copalme d'Amérique, arbre parasol de Chine, Evodia, Sophora, mûrier à papier, Ginkgo biloba, tulipier de Virginie, Ehretia, pruniers, févier d'Amérique, Parrotia persica, cerisier noir, plaqueminiers, parmi lesquels un Diospyros kaki et un Diospyros lotus). Il compte aussi des massifs méditerranéens, des décorations florales et, à l'ombre, des hortensias. Si la partie centrale du parc est aménagée, ses zones latérales nord et sud gardent une végétation dense, afin de maintenir dans le quartier un réservoir biologique ; des espèces de chauve-souris y sont notamment répertoriées.
Le parc dispose de deux points d'eau potable, de deux tables de pique-nique et d'un espace canin (les chiens sont, sinon, admis en laisse dans les allées). Pour les enfants, deux aires de jeux et deux bacs à sable sont installées, non loin d'une esplanade dotée de gradins. En 2019, des équipements sportifs pour adultes sont aménagés (agrès et fitness). Des toilettes sèches sont également mises à la disposition des promeneurs. Le parc est accessible aux personnes à mobilité réduite sur certaines zones. Ses horaires sont réglementés.
En juin-juillet 2021, la mairie du 16e arrondissement crée une scène éphémère au sein du parc afin de célébrer les 400 ans de la naissance de Jean de la Fontaine, proposant une quinzaine de spectacles gratuits. Devant le succès rencontré, la municipalité souhaite le renouveler désormais chaque année,. C'est toujours le cas en 2025.
En 2024, dans le cadre des Jeux olympiques, le parc accueille un site de festivités de proximité (retransmission des épreuves, démonstrations sportives, etc.).

## Remise en cause de la vocation du parc Sainte-Périne

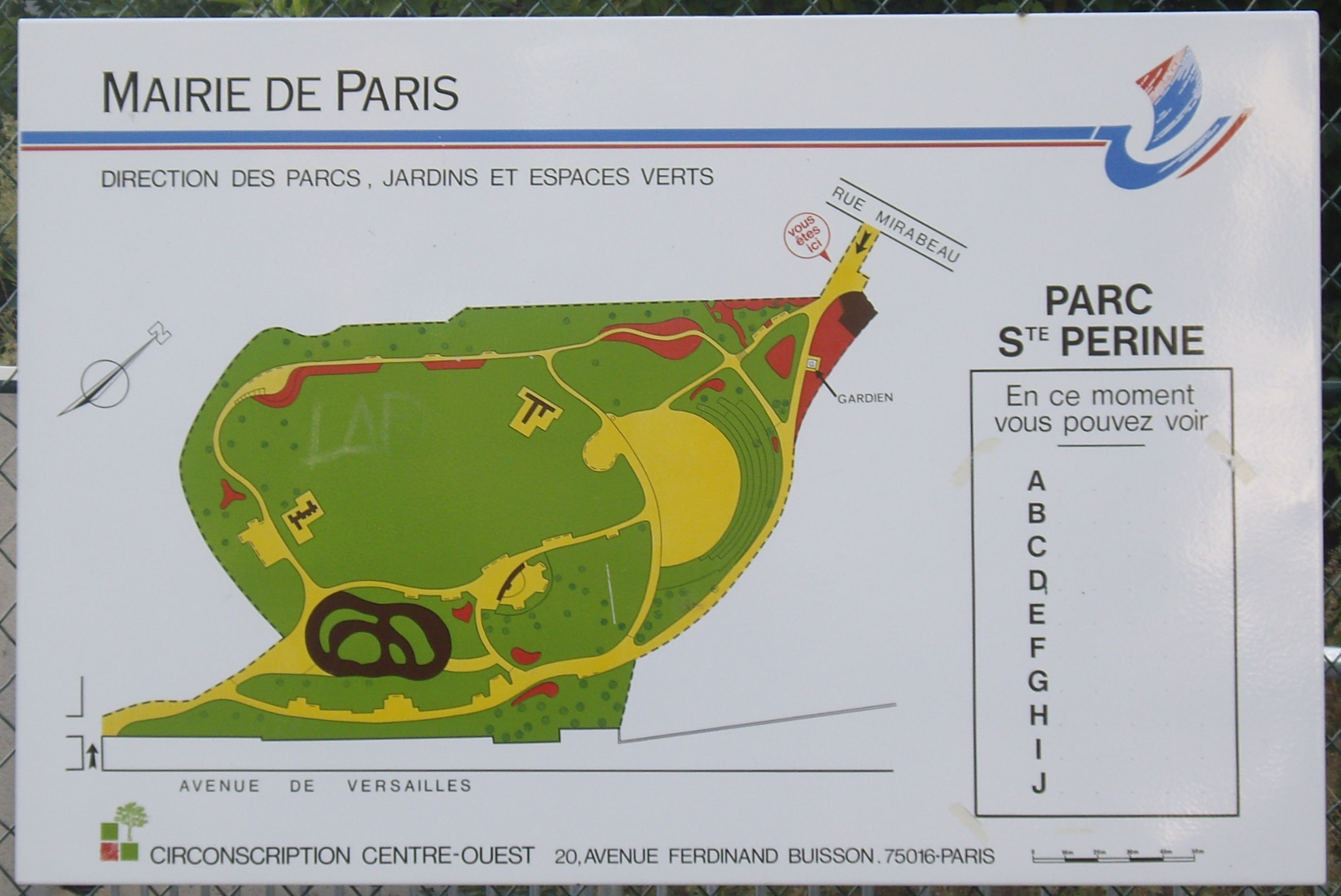
Plan du parc (ancien).

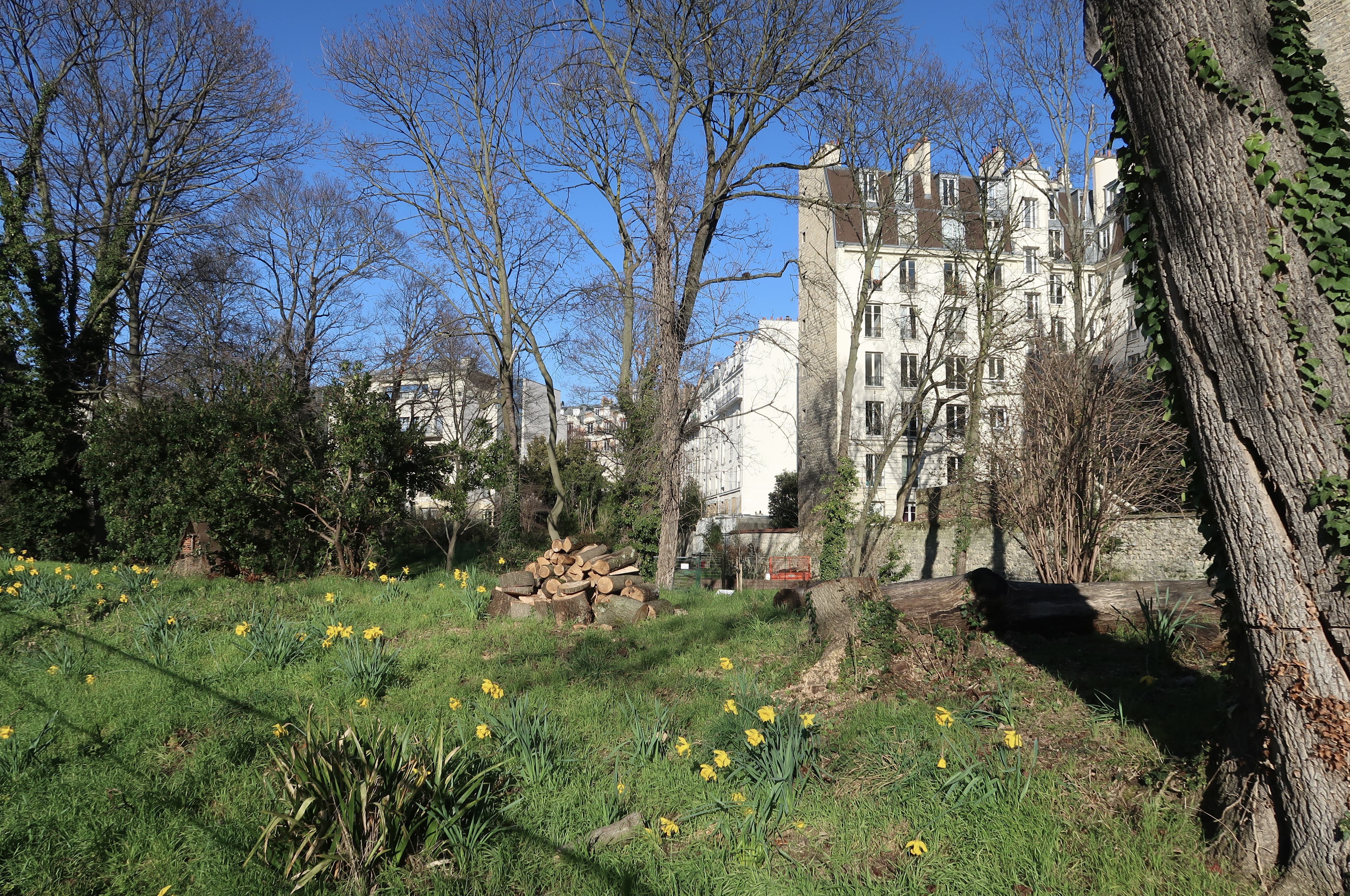
Partie boisée (côté nord).

En juin 2006, lors de l'élaboration du plan d'urbanisme, le maire socialiste de Paris Bertrand Delanoë tente de faire voter le déclassement de cet espace vert protégé au motif qu'il s'agit d'un terrain libre et constructible, bien qu'en zone inondable, promettant ainsi à l'abattage plus d'une centaine de platanes, tilleuls et arbres exotiques,.
L'objectif est de construire sur près de 6 % de sa superficie (en fait, la partie la plus boisée située dans l'enceinte mitoyenne de l'hôpital Sainte-Périne, où sont situés 80 % des arbres du parc) un ensemble immobilier de 210 logements « à vocation sociale », dont la moitié destinée au personnel de l'APHP. Ce projet rencontre l'opposition massive des riverains, des écoles et du conseil de quartier, du conseil d'arrondissement et de la Ligue pour la protection des oiseaux.
En fait, selon l'association de riverains qui défend le parc, l'opération de promotion immobilière aurait pour but, non de loger des infirmières, mais les cadres administratifs de l'APHP. La même association dénonce un chiffrage fantaisiste destiné à cacher un bétonnage du parc pour en faire un simple square.

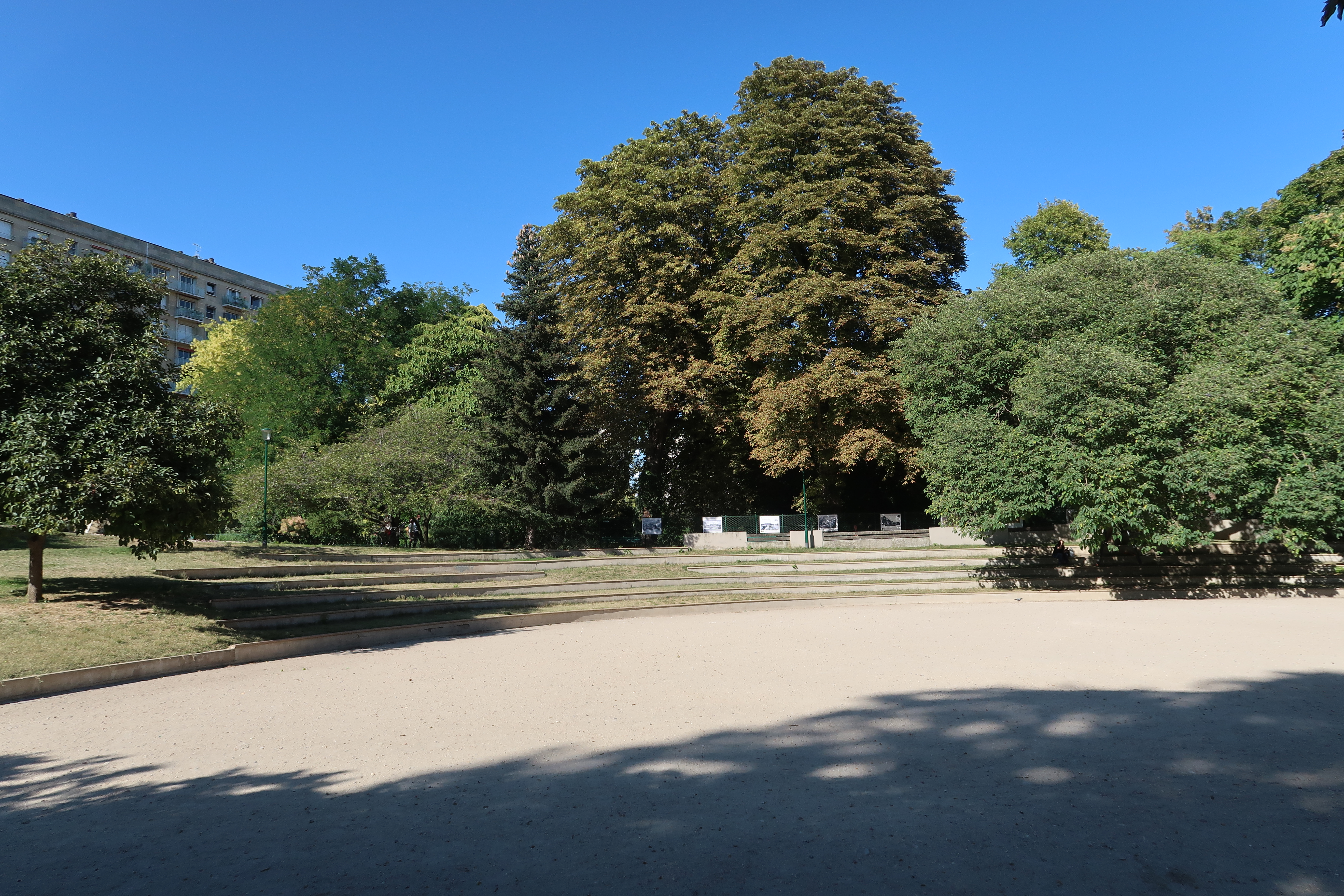
Esplanade.

Le 12 juin 2006, l'entreprise de déclassement du parc est finalement mise en échec par la conjonction d'un vote commun peu habituel de l'UMP, de l'UDF et des Verts parisiens, ces derniers estimant qu'il « est difficile d'admettre que le peu d'espaces verts disponibles à Paris soient bétonnés » alors que « sur les terrains vierges aménageables, la ville prévoit de construire principalement des bureaux et seulement 15 % de logements sociaux ». Les Verts dénoncent aussi à cette occasion l'attitude de l’APHP qui, tout en étant « le 4e propriétaire foncier parisien », revend à un promoteur privé l’ensemble immobilier de l’hôpital Laennec.
Ce rejet est alors dénoncé par Jean-Yves Mano, adjoint au maire de Paris chargé du logement et conseiller municipal socialiste élu dans le 16e arrondissement, comme une « stratégie de défense des bobos », alors que l'adjoint PC chargé de la santé, Alain Lhostis, déplore que l'on empêche des infirmières de se loger (l'APHP possède pourtant depuis 2001 à quelques mètres de là une résidence de 250 logements au 22, rue Wilhem, mais dont trois seulement ont été attribués à des infirmières). Il s'en prend alors à la « satisfaction égoïste de quelques riverains privilégiés », à l'« égoïste sûr » et aux « misérables petites manœuvres politiciennes » du groupe des Verts, promettant de passer outre au vote démocratique. Ainsi, le 23 juin, lors du conseil de l'APHP, c'est en tant que président suppléant de Bertrand Delanoë qu'Alain Lhostis présente et fait adopter un nouveau vœu pour demander à la mairie de Paris (donc à soi-même) d'annuler le vote du 12 juin et de rendre constructible cet espace vert protégé.

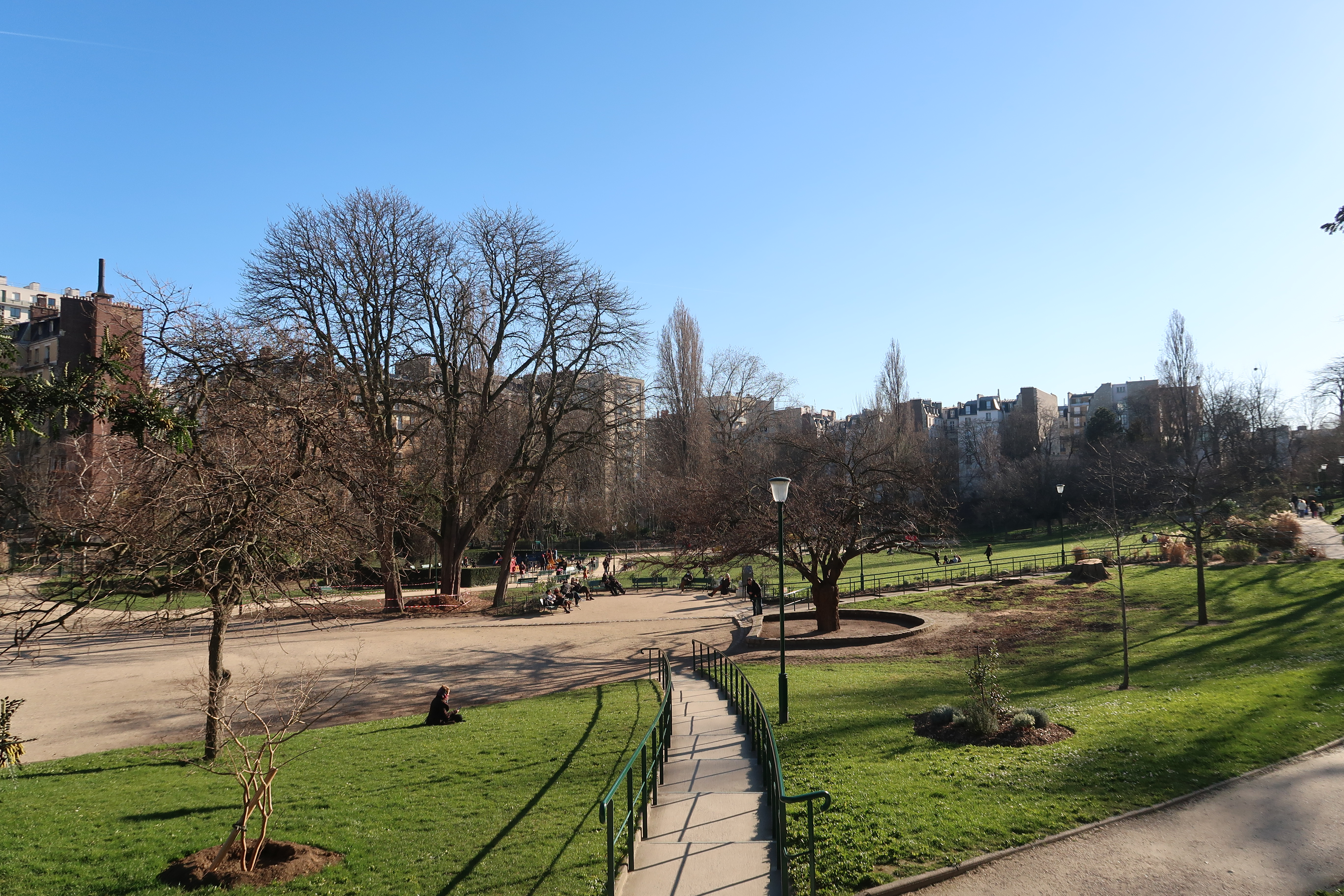
Panorama.

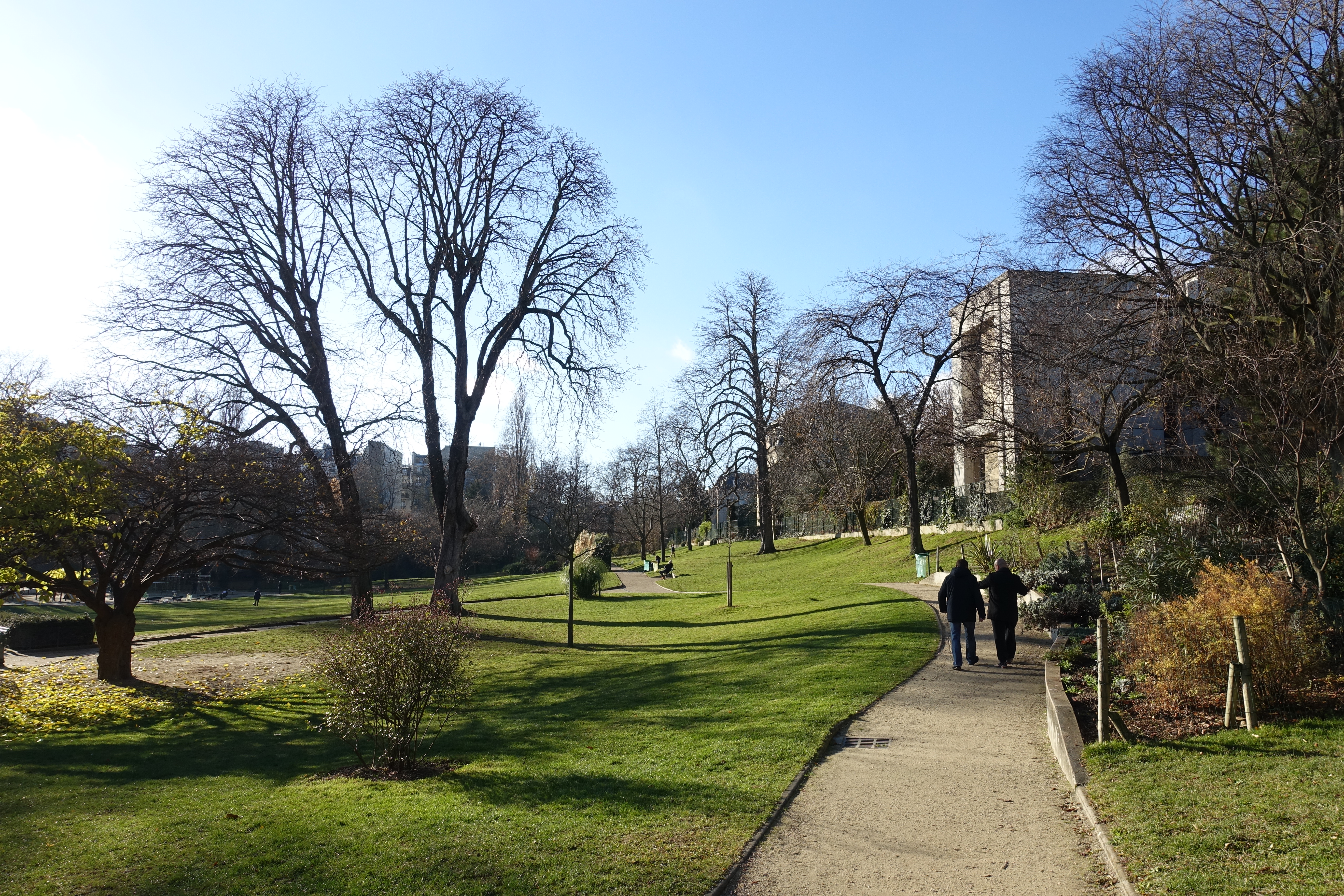
Allée.

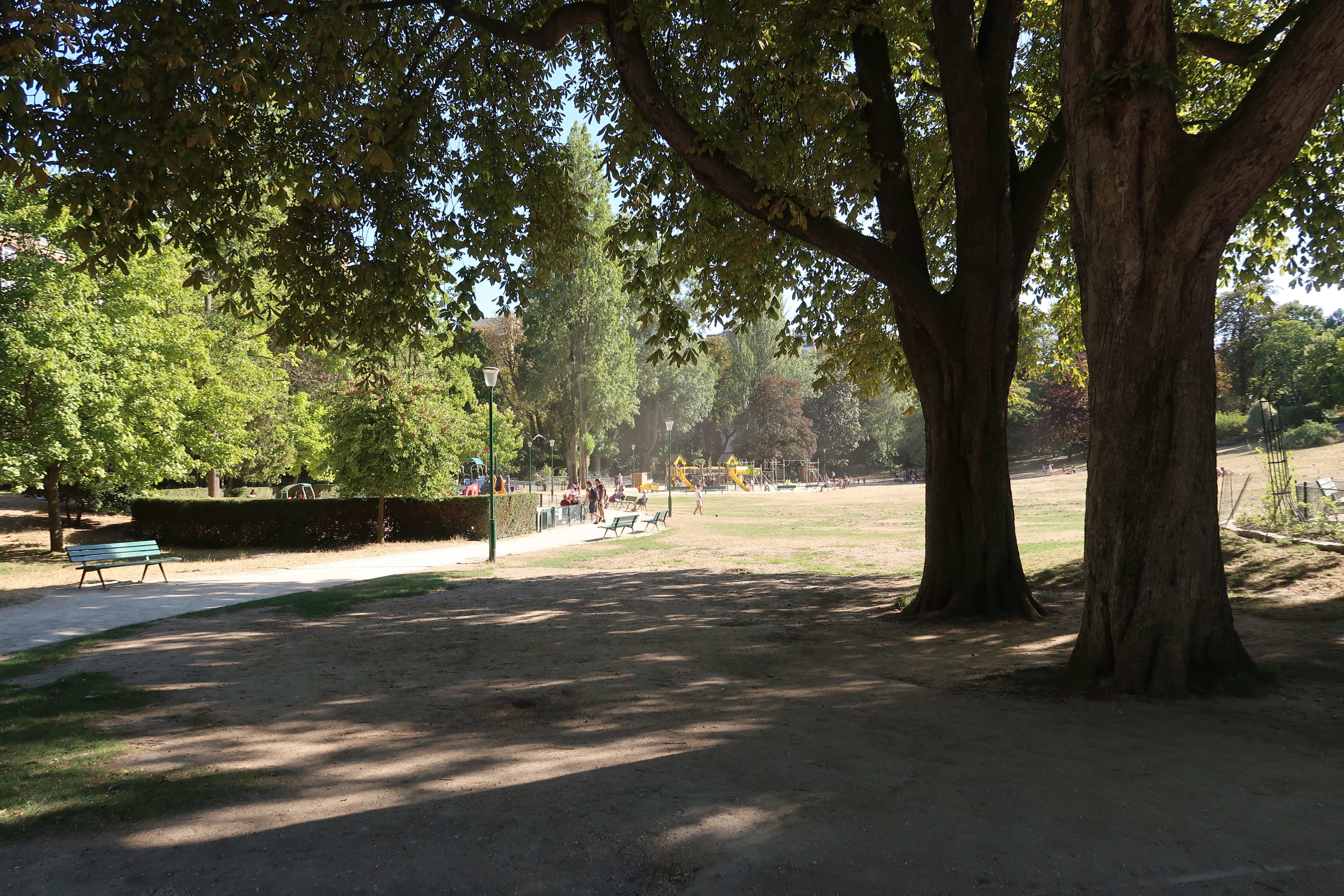
Arbres anciens.

Lors de la campagne des élections municipales de 2008, les têtes de listes des Verts pour le 16e, Pascale Ourbih et Anne Souyris, soutenues par le candidat vert pour Paris, Denis Baupin, adjoint au maire de Paris, prennent ostensiblement de nouveau la défense du parc au côté des habitants du quartier, dénonçant le « maire bétonneur », après que Bertrand Delanoë, dans une interview au journal de Bruce Toussaint sur Canal+ le 11 février 2008, puis sur LCI le même jour, eut qualifié d’aberration le vote des élus parisiens à propos du parc et repris son idée de construire 210 logements sociaux à la place de cet espace vert parisien. Pierre-Christian Taittinger, le maire de l'arrondissement, Claude Goasguen, le candidat UMP, Jean Peyrelevade, tête de liste MoDem, réitèrent également à cette occasion leur hostilité au projet du maire de la capitale.
Le 22 mai 2008, le groupe communiste au Conseil de Paris annonce la présentation d'un nouveau vœu pour relancer le projet de construction immobilière et amputer le parc de 4 000 m2 d'espaces verts. S'il bénéficie d'une majorité avec le PS et le MRC pour faire adopter ce vœu, il rencontre toujours l'opposition des Verts, qui dénoncent une opération de bétonnage, de l'UMP et du nouveau maire du 16e arrondissement, Claude Goasguen. Le 18 janvier 2011, Ian Brossat, président du groupe PCF et Parti de gauche au Conseil de Paris, annonce que le projet de construction de logements sociaux sur les parties boisées appartenant à l'hôpital Sainte-Périne dans l'enceinte duquel le parc est situé serait en voie d'être débloqué grâce à un nouveau vote du Conseil de Paris.
En mars 2012, un vœu déposé par des conseillers de Paris UMP demandant un moratoire sur le projet de lotissement de Sainte-Périne, dans l'attente de la mise en œuvre d'un plan d’urgence visant à assainir la situation du parc de logements de l'APHP, est repoussé par la majorité municipale.
Une décennie plus tard, aucuns travaux n'ont finalement été engagés.